# مارتین ویتیک
مارتین ویتیک (چکی: Martin Vitík؛ زادهٔ ۲۱ ژانویهٔ ۲۰۰۳) بازیکن فوتبال اهل جمهوری چک است.
از باشگاه‌هایی که در آن بازی کرده است می‌توان به باشگاه فوتبال اسپارتا پراگ اشاره کرد.
وی همچنین در تیم‌های ملی فوتبال زیر ۲۱ سال جمهوری چک، و جمهوری چک بازی کرده است.